# تپه قره میرک
تپه قره میرک مربوط به دوره ساسانیان و دوران‌های تاریخی پس از اسلام است و در شهرستان بیجار، روستای قمیشلو واقع شده و این اثر در تاریخ ۱۸ مهر ۱۳۵۶ با شمارهٔ ثبت ۱۴۷۳ به‌عنوان یکی از آثار ملی ایران به ثبت رسیده است.